# Lionel Poirot
Lionel Poirot (Châtenay-Malabry, Francia, 8 de septiembre de 1973) es un nadador retirado especializado en pruebas de estilo libre. Fue medalla de bronce en la prueba de 4x200 metros libres durante el Campeonato Europeo de Natación de 1993.
Representó a Francia en los Juegos Olímpicos de Barcelona 1992 y Atlanta 1996.

## Palmarés internacional
| Campeonato Europeo de Natación | Campeonato Europeo de Natación | Campeonato Europeo de Natación | Campeonato Europeo de Natación |
| Año                            | Lugar                          | Medalla                        | Prueba                         |
| ------------------------------ | ------------------------------ | ------------------------------ | ------------------------------ |
| 1993                           | Sheffield (Reino Unido)        | Medalla de bronce              | 4 × 200 m libre                |